# San Andrés de Sotavento
San Andrés de Sotavento è un comune della Colombia facente parte del dipartimento di Córdoba.
Il centro abitato venne fondato da Rodrigo Méndez de Montalvo nel 1600.